# Park Young-sun
Park Young-sun (en coréen 박영선 ; en hanja 朴映宣), née le 22 janvier 1960, est une femme politique sud-coréenne, députée pendant quatre mandatures pour le Parti démocrate de 2004 à 2020.
Elle est ministre des petites et moyennes entreprises et des Startups de 2019 à 2021, nommée par le président Moon Jae-in.
Elle est la première femme à diriger le ministère dédié aux PME depuis sa création en 1996.

## Jeunesse et formation
Park Young-sun est née dans le Changnyeong, province du sud de Gyeongsangnam, le 22 janvier 1960. Après avoir fréquenté le Sudo Girl's High School, elle a obtenu un baccalauréat universitaire en géographie à l'Université de Kyung Hee et une maîtrise en journalisme de la Graduate School de l'Université de Sogang.

## Carrière
Park Young-sun a travaillé pour MBC après avoir obtenu son diplôme. Elle a rejoint le réseau de télévision en 1982 en tant que journaliste. Elle est devenue une référence et la directrice en chef du département des nouvelles économiques du réseau.
Elle est entrée en politique en 2004 après avoir été nommée porte-parole du parti Uri. Elle est devenue membre de la 17e Assemblée nationale de Corée du Sud, après avoir été élue représentante proportionnelle la même année. Sa circonscription électorale est la deuxième section électorale de Guro-gu ou Guro Eul, où se trouve un complexe industriel où se concentrent les petite et moyennes entreprises et les startups.
Park Young-sun a été présidente de la commission de législation et de justice de la 19e Assemblée nationale et du comité spécial du parti sur la réforme du chaebol. Elle était l'une des critiques virulentes du plus grand chaebol de Corée du Sud, le groupe Samsung, et était particulièrement connue pour sa position sur une transaction controversée avec Samsung SDS et les bénéfices accumulés grâce à un accord de 1999 jugé illégal par les tribunaux. Elle a joué un rôle de premier plan dans l'adoption de projets de loi liés à la démocratisation économique tout en présidant le Comité de la législation et de la magistrature en 2013.
De mai à octobre 2014, elle est cheffe de file de la New Politics Alliance for Democracy. Elle est la première femme politique élue à la tête d'un grand parti de l'opposition en Corée. Elle a rejoint la campagne électorale pour soutenir le candidat Moon Jae-in lors de l'élection présidentielle sud-coréenne de 2017.
En mars 2019, elle a été nommée ministre des PME et des Startups. Elle a également été la première ministre sud-coréenne à siéger au conseil d'administration d'une plateforme du forum de Davos.
Elle démissionne le 20 janvier 2021 afin de lancer dans la course à la mairie de Séoul qui aura lieu le 7 avril. C'est finalement Oh Se-hoon qui est élu.